# Tryphoema ramabula
Tryphoema ramabula är en kräftdjursart som först beskrevs av Pennak 1942.  Tryphoema ramabula ingår i släktet Tryphoema och familjen Rhizothricidae. Inga underarter finns listade i Catalogue of Life.